# Teresa Belloc-Giorgi
Maria Teresa Ottavia Faustina Trombetta, de son nom de scène Teresa Belloc-Giorgi (née à San Benigno Canavese le 13 août 1784, décédée à San Giorgio Canavese le 13 mai 1855), est une contralto italienne qui s'est produite au début du XIXe siècle.

## Biographie
Fille de Carlo Trombetta et d'Agnès Clerc, originaire de Géorgie, elle est éduquée à Turin, puis à Paris, son père étant au service de la République française.
Elle apparaît sur scène en 1801 comme prima donna au Teatro Carignano de Turin dans L'equivoco, ossia Le bizzarrie d'amore de Simon Mayr, et dans La Virtù al cimento de Ferdinando Paër, sous le nom de Teresa Georgi. Elle est ensuite engagée à Parme et à Trieste, et se produit à Paris comme protagoniste de Nina, o sia La pazza per amore (it) de Giovanni Paisiello et de  Griselda de Paër. 
En 1804, elle débute à la Scala de Milan (encore dans Nina de Paisiello), pour rester liée à ce lieu pendant plus de vingt ans : en 1823 elle y chante le rôle-titre de Medea in Corinto (it) de Mayr. 
Elle épouse Ange Belloc, chirurgien de l'armée française. Elle vient chanter à Paris, encore le rôle de Nina, puis dans la Cosa rara et dans Griselda. Elle retourne ensuite en Italie. Quand Napoléon se proclame roi d'Italie, c'est elle qui est demandée à la Scala de Milan pour faire honneur au conquérant.
Elle aime particulièrement chanter les rôles de Rossini : son succès se fait dans les rôles en contralto de Cenerentola, Tancredi et L'Italiana in Algeri (Isabella). Elle crée aussi le rôle soprano d’Isabella dans L'inganno felice - que Rossini aurait écrit pour elle, Raffanelli et Filippo Galli- et de Ninetta dans La gazza ladra.
Elle se produit aussi au teatro Valle de Rome en 1816 dans le Barbiere de Rossini et la Cenerentola l'année suivante.
En 1818 elle se produit à Londres sous le nom de Bellochi, mais sans avoir un grand succès et elle retourne à Milan, où elle se produit jusqu'en 1828. 
Elle se retire à San Giorgio Canavese, propriété de son époux, et y meurt affligée de la goutte, particulièrement regrettée des pauvres de la région.

### Caractéristiques de sa voix
Sa voix est une mezzo-soprano de peu d'étendue, mais d'une qualité de son très pure.

## Interprétations

### Rôles créés
- Donna Luigia dans Amor non ha ritegno, de Simon Mayr, au Teatro alla Scala de Milan, le 18 mai 1804
- Adelasia dans Adelasia e Aleramo de Simone Mayr, à la Scala de Milan, le 26 décembre 1806
- Zelmira dans La conquista delle Indie Orientali de Vincenzo Federici (it), au Teatro Regio de Turin, le 8 février 1808
- Palmira dans Marco Albino in Siria de Giacomo Tritto, au Teatro San  Carlo de Naples, le 15 août 1810
- Odoardo dans Odoardo e Cristina de Stefano Pavesi, au Teatro San Carlo de Naples, le 1er décembre 1810
- Amalia dans I solitari (it) de Carlo Coccia, au Teatro San Moisè de Venise, le 1er novembre 1811
- Isabella dans L'inganno felice de Gioachino Rossini, au Teatro San Moisè de Venise, le 8 janvier 1812
- Fiordalisa dans La vedova stravagante de Pietro Generali, à la Scala de Milan, le 30 mars 1812
- Berenice dans Berenice di Armenia de Carlo Evasio Soliva, au Teatro Regio de Turin, le 27 décembre 1816
- Dircea dans Abradate e Dircea de Paolo Bonfichi (ca), au Teatro Regio de Turin, le 23 janvier 1817
- Gigi dans La gioventù di Cesare de Stefano Pavesi, à la Scala de Milan, le 7 avril 1817
- Ninetta dans La gazza ladra de Gioachino Rossini, à la Scala de Milan, le 31 mai 1817
- Le rôle-titre dans Fedra de Simon Mayr, à la Scala de Milan, le 26 décembre 1820
- Emilia dans La sciocca per astuzia de Giuseppe Mosca, à la Scala de Milan, le 15 mai 1821
- Donna Aurora dans Donna Aurora o sia Il romanzo all'improvviso de Francesco Morlacchi, à la Scala de Milan, le 2 octobre 1821
- Elisa dans Elisa e Claudio (en) de Saverio Mercadante, à la Scala de Milan, le 30 octobre 1821
- Geltrude dans Amleto (it) de Saverio Mercadante, à la Scala de Milan, le 26 décembre 1822
- Gran Vestale dans La vestale de Giovanni Pacini, à la Scala de Milan, le 6 février 1823
- Mavina dans Elena e Malvina de Carlo Soliva, face à Francesca Maffei Festa en Elena, à La Scala de Milan, à partir du 22 mai 1824 et pendant le printemps[3]
- Le rôle-titre dans Almanzor de Giovanni Tadolini, au Teatro Grande de Trieste, le 22 septembre 1827[4]

### Autres
- Pamina dans Il flauto magico de Mozart, à la Scala de Milan, le 15 avril 1816[5]

- Medea dans Medea in Corinto de Mayr, à la Scala de Milan, le 8 mars 1823[6]

## Sources
- (it) Francesco Regli, Dizionario biografico dei più celebri poeti ed artisti melodrammatici, tragici e comici, maestri, concertisti, coreografi, mimi, ballerini, scenografi, giornalisti, impresarii, ecc. ecc. che fiorirono in Italia dal 1800 al 1860., Turin, Enrico Dalmazzo, 1860 (lire en ligne), p. 52-53
- François-Joseph Fétis, « Belloc (Thérèse Giorgi) », dans Biographie universelle des musiciens et bibliographie générale de la musique, vol. 1, Paris, Firmin-Didot, 1866-1868 (lire en ligne), p. 329